# Малые Атряси
Малые Атряси (тат. Кече Әтрәч) — село в Тетюшском районе Татарстана. Входит в состав Большеатрясского сельского поселения.

## Этимология
Топоним произошёл от татарского слова «кече» (малый) и ойконима «Әтрәч» (Атряси).

## География
Находится в верховье реки Шонга, в 19 км к северу от районного центра — города Тетюши.

## История
Известно с 1647—1651 годов.
В XVIII — первой половине XIX веков жители относились к сословию государственных крестьян. Занимались земледелием (в начале XX века земельный надел сельской общины составлял 1277,5 дес.), разведением скота. 
В «Списке населенных мест по сведениям 1859 года», изданном в 1866 году, населённый пункт упомянут как казённая деревня Починок Мертюбяков (Малые Атрясы) 1-го стана Тетюшского уезда Казанской губернии. Располагалась при реке Елховке, на Казанском торговом тракте, в 22 верстах от уездного города Тетюши и в 12 верстах от становой квартиры в казённом селе Новотроицкое (Сюкеево). В деревне в 115 дворах жили 717 человек (366 мужчин и 351 женщина). Была мечеть.
По сведениям переписи 1897 года, в деревне Малые Атрясы Тетюшского уезда Казанской губернии жили 1140 человек (564 мужчины и 576 женщин), все мусульмане.
В начале XX века здесь действовали 2 мечети, ветряная мельница, крупообдирка, 3 мелочные лавки.  
До 1920 года село входило в Никифоровскую волость Тетюшского уезда Казанской губернии. С 1920 года в составе Тетюшского, с 1927 года — Буинского кантонов ТАССР. С 1930 года в Апастовском, с 1963 года в Тетюшском районах. 

## Население
| 1782 | 1859 | 1897 | 1908 | 1920 | 1926 | 1938 | 1949 | 1958 | 1970 | 1979 | 1989 | 2002 |
| ---- | ---- | ---- | ---- | ---- | ---- | ---- | ---- | ---- | ---- | ---- | ---- | ---- |
| 93   | 717  | 1140 | 1510 | 1273 | 753  | 851  | 693  | 570  | 602  | 484  | 338  | 293  |

Национальный состав села — татары.

## Экономика
Полеводство, молочное скотоводство.

## Инфраструктура
Начальная школа, дом культуры, фельдшерско-акушерский пункт. 
В селе 7 улиц.